# NBA Executive of the Year Award

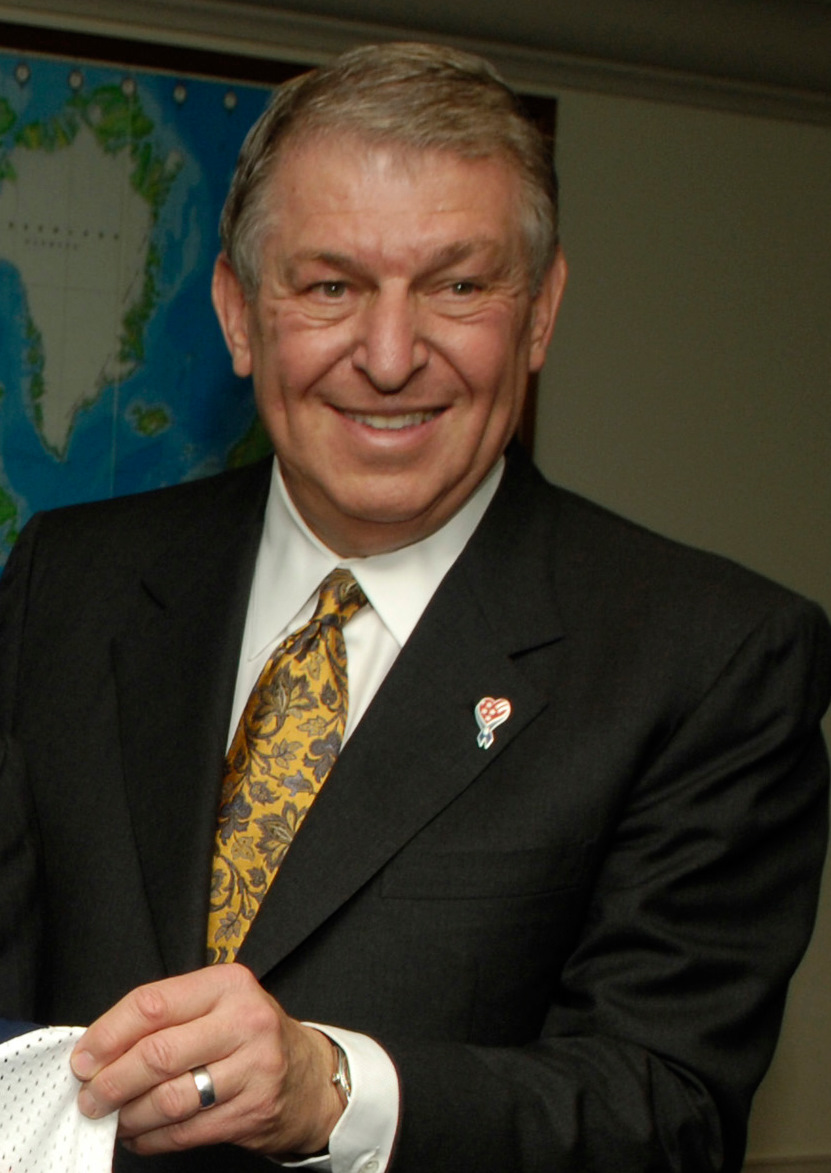
Jerry Colangelo, gerente geral do Phoenix Suns entre 1968 e 1995, é o único executivo a vencer o prêmio quatro vezes. Seu filho Bryan também levou a honraria por duas vezes.

O NBA Executive of the Year (em português: Executivo do Ano da NBA) é um prêmio anual concedido pela National Basketball Association desde a temporada de 1972-73, para os melhores gerentes gerais de cada temporada. Ao contrário dos outros prêmios da NBA, o Executivo do Ano é concedido pela Sporting News, no entanto é reconhecido oficialmente pela NBA. Os vencedores incluem um pai e filho (Jerry Colangelo, o maior vencedor da história com 4 prêmios, e seu filho Bryan Colangelo), quatro ex-técnicos do ano (Larry Bird, Frank Layden, Pat Riley e Red Auerbach) e um ex-MVP (Bird).

## Vencedores
| ^          | Denota um executivo ativo atualmente                     |
| *          | Consta no Basketball Hall of Fame                        |
| *^         | Executivo ativo que consta no Basketball Hall of Fame    |
| Pessoa (X) | Denota o número de conquistas do executivo.              |
| Negrito    | Denota que o time do GM foi o campeão da NBA naquele ano |

| Temporada | Executivo               | País           | Equipe                    |
| --------- | ----------------------- | -------------- | ------------------------- |
| 1972-73   | Joe Axelson             | Estados Unidos | Kansas City-Omaha Kings   |
| 1973-74   | Eddie Donovan           | Estados Unidos | Buffalo Braves            |
| 1974-75   | Dick Vertlieb           | Estados Unidos | Golden State Warriors     |
| 1975-76   | Jerry Colangelo*[a]     | Estados Unidos | Phoenix Suns              |
| 1976-77   | Ray Patterson           | Estados Unidos | Houston Rockets           |
| 1977-78   | Angelo Drossos          | Estados Unidos | San Antonio Spurs         |
| 1978-79   | Bob Ferry               | Estados Unidos | Washington Bullets        |
| 1979-80   | Red Auerbach*[b]        | Estados Unidos | Boston Celtics            |
| 1980-81   | Jerry Colangelo*[a] (2) | Estados Unidos | Phoenix Suns (2)          |
| 1981-82   | Bob Ferry (2)           | Estados Unidos | Washington Bullets (2)    |
| 1982-83   | Zollie Volchok          | Estados Unidos | Seattle SuperSonics       |
| 1983-84   | Frank Layden            | Estados Unidos | Utah Jazz                 |
| 1984-85   | Vince Boryla            | Estados Unidos | Denver Nuggets            |
| 1985-86   | Stan Kasten             | Estados Unidos | Atlanta Hawks             |
| 1986-87   | Stan Kasten (2)         | Estados Unidos | Atlanta Hawks (2)         |
| 1987-88   | Jerry Krause*           | Estados Unidos | Chicago Bulls             |
| 1988-89   | Jerry Colangelo*[a] (3) | Estados Unidos | Phoenix Suns (3)          |
| 1989-90   | Bob Bass                | Estados Unidos | San Antonio Spurs (2)     |
| 1990-91   | Bucky Buckwalter        | Estados Unidos | Portland Trail Blazers    |
| 1991-92   | Wayne Embry*[a]         | Estados Unidos | Cleveland Cavaliers       |
| 1992-93   | Jerry Colangelo*[a] (4) | Estados Unidos | Phoenix Suns (4)          |
| 1993-94   | Bob Whitsitt            | Estados Unidos | Seattle SuperSonics (2)   |
| 1994-95   | Jerry West*[c]          | Estados Unidos | Los Angeles Lakers        |
| 1995-96   | Jerry Krause* (2)       | Estados Unidos | Chicago Bulls (2)         |
| 1996-97   | Bob Bass (2)            | Estados Unidos | Charlotte Hornets         |
| 1997-98   | Wayne Embry*[a] (2)     | Estados Unidos | Cleveland Cavaliers (2)   |
| 1998-99   | Geoff Petrie            | Estados Unidos | Sacramento Kings (2)      |
| 1999-00   | John Gabriel            | Estados Unidos | Orlando Magic             |
| 2000-01   | Geoff Petrie (2)        | Estados Unidos | Sacramento Kings (3)      |
| 2001-02   | Rod Thorn*              | Estados Unidos | New Jersey Nets           |
| 2002-03   | Joe Dumars*[c]          | Estados Unidos | Detroit Pistons           |
| 2003-04   | Jerry West*[c] (2)      | Estados Unidos | Memphis Grizzlies         |
| 2004-05   | Bryan Colangelo^        | Estados Unidos | Phoenix Suns (5)          |
| 2005-06   | Elgin Baylor*[c]        | Estados Unidos | Los Angeles Clippers (2)  |
| 2006-07   | Bryan Colangelo^ (2)    | Estados Unidos | Toronto Raptors           |
| 2007-08   | Danny Ainge^            | Estados Unidos | Boston Celtics (2)        |
| 2008-09   | Mark Warkentien         | Estados Unidos | Denver Nuggets (2)        |
| 2009-10   | John Hammond^           | Estados Unidos | Milwaukee Bucks           |
| 2010-11   | Pat Riley*^             | Estados Unidos | Miami Heat                |
| 2010-11   | Gar Forman              | Estados Unidos | Chicago Bulls (3)         |
| 2011-12   | Larry Bird*[c]          | Estados Unidos | Indiana Pacers            |
| 2012-13   | Masai Ujiri^            | Nigéria        | Denver Nuggets            |
| 2013-14   | R. C. Buford^           | Estados Unidos | San Antonio Spurs (3)     |
| 2014-15   | Bob Myers               | Estados Unidos | Golden State Warriors (2) |
| 2015-16   | R. C. Buford^ (2)       | Estados Unidos | San Antonio Spurs (4)     |
| 2016-17   | Bob Myers (2)           | Estados Unidos | Golden State Warriors (3) |
| 2017-18   | Daryl Morey^            | Estados Unidos | Houston Rockets (2)       |
| 2018-19   | Jon Horst^              | Estados Unidos | Milwaukee Bucks (2)       |
| 2019-20   | Lawrence Frank^         | Estados Unidos | Los Angeles Clippers (3)  |
| 2020-21   | James Jones             | Estados Unidos | Phoenix Suns (6)          |
| 2021-22   | Zach Kleiman^           | Estados Unidos | Memphis Grizzlies (2)     |
| 2022-23   | Monte McNair            | Estados Unidos | Sacramento Kings (3)      |
| 2023-24   | Brad Stevens^           | Estados Unidos | Boston Celtics (3)        |
| 2024-25   | Sam Presti^             | Estados Unidos | Oklahoma City Thunder (3) |